# Crockerella
Crockerella là một chi ốc biển, là động vật thân mềm chân bụng sống ở biển trong họ Clathurellidae, họ ốc cối.

## Các loài
Các loài thuộc chi Crockerella bao gồm:
- Crockerella castianira (Dall, 1919)[2]
- Crockerella constricta (Gabb, 1865)[3]
- Crockerella crystallina (Gabb, 1865)[4]
- Crockerella cymodoce (Dall, 1919)[5]
- Crockerella eriphyle (Dall, 1919)[6]
- Crockerella evadne (Dall, 1919)[7]
- Crockerella hesione (Dall, 1919)[8]
- Crockerella lowei (Dall, 1903)[9]
- Crockerella philodice (Dall, 1919)[10]
- Crockerella scotti McLean, 1996[11]